# Adolf Lehr

Adolf Lehr

Adolf Lehr (* 12. Dezember 1839 in Wiesbaden; † 12. November 1901 in Berlin) war Geschäftsführer des Alldeutschen Verbandes und Mitglied des Deutschen Reichstags.

## Leben
Lehr besuchte das Gymnasium in Wiesbaden, die Bergakademien zu Clausthal, Freiberg und die Universitäten Heidelberg und Leipzig. Er studierte zunächst das Berg- und Hüttenfach, später in Leipzig Staatswissenschaften. Ab 1862 war er Ingenieur auf verschiedenen Eisenwerken, zuletzt von 1866 bis 1873 Direktor der Friedrich Wilhelmshütte in Gravenhorst bei Hörstel, dann technischer Beirat der Allgemeinen Unfall-Versicherungsbank in Leipzig, später deren Direktor und Liquidator bis 1892. 
Ab 1894 war er Geschäftsführer des Alldeutschen Verbandes und Schriftleiter der Alldeutschen Blätter. Längere Jahre war er Mitglied der Handelskammer in Osnabrück. 
Ab 1898 war er Mitglied des Deutschen Reichstags für den Reichstagswahlkreis Königreich Sachsen 10 (Döbeln, Nossen, Leisnig),  und die Nationalliberale Partei. Sein Mandat endete mit seinem Tode.

## Schriften (Auswahl)
- Aus der Praxis der früheren deutschen Haftpflichtgesetzgebung. Leipzig, Giesecke u. Devrient.
- Individualstatistik der öffentlichen Armenpflege zu Leipzig 1886. Leipzig, Duncker u. Humblot.
- Die Hausindustrie in der Stadt Leipzig und ihrer Umgebung. Leipzig, Duncker u. Humblot.